# Marianne Andersen
Marianne Andersen, född 26 mars 1980 i Drammen, är en norsk orienterare. Hon tävlar för Nydalens SK. Hon har tagit ett flertal silvermedaljer på internationella mästerskap och blivit norsk mästarinna nio gånger.
Andersen var nominerad i kategorin årets genombrott vid Idrettsgallaen 2007.